# داقم (حديبو)

تعديل مصدري - تعديل

داقم إحدى قرى مديرية حديبو التابعة لمحافظة سقطرى، بلغ تعداد سكانها 22 نسمة حسب تعداد اليمن لعام 2004.